# Агеев, Николай Александрович
Николай Александрович Агеев (род. 1 мая 1974, Курган, Курганская область, РСФСР, СССР) — российский преступник: серийный убийца, грабитель, насильник, вор, педофил и рецидивист. За свою жизнь убил четырёх человек.
В 2006 году, отбывая наказание за разбой, Агеев совершил убийство сокамерника, за что был приговорён к дополнительным 16 годам лишения свободы. Освободившись условно-досрочно в июле 2018 года, Агеев в период с августа по сентябрь совершил на территории Екатеринбурга, Челябинска и Каменска-Уральского ещё два убийства и серию разбойных нападений с причинением тяжкого вреда здоровью потерпевших. В 2019 году Агеев был приговорён к пожизненному лишению свободы и отправлен отбывать наказание в колонию особого режима «Полярная сова». В 2024 году, отбывая пожизненный срок, Агеев совершил ещё одно убийство — забил до смерти сокамерника, за что в качестве наказания получил второй пожизненный срок. Считается одним из самых опасных маньяков, орудовавших на Урале.

## Биография

### Судимости и первое убийство
Николай Александрович Агеев родился 1 мая 1974 года в Кургане. О его детстве и юношестве известно крайне мало. В начале 2000-х годов Агеев начал вести криминальный образ жизни и зарабатывать на жизнь совершением корыстных преступлений, в том числе сопряжённых с насилием. В 2003 году Агеев был арестован по обвинению в совершении нападения, сопряжённого с разбоем, за что Курганским областным судом он был осуждён и приговорён к нескольким годам лишения свободы. В том же году Агеев был отправлен отбывать наказание в исправительную колонию строгого режима, расположенную на территории Свердловской области. В 2006 году Агеев в колонии совершил первое убийство. Жертвой стал его сокамерник, с которым Агеев расправился на почве личных неприязненных отношений. За убийство он был повторно осуждён, и в качестве уголовного наказания получил дополнительные 16 лет лишения свободы. В октябре 2017 года Агеева этапировали для дальнейшего отбытия наказания в колонию в Кетовском районе Курганской области. В июле 2018 года он был освобождён условно-досрочно в связи с примерным поведением. За 15 лет, проведённых в местах лишения свободы, Агеев в силу обстоятельств фактически стал лицом без определённого места жительства. После освобождения он уехал в Екатеринбург, где, не имея никаких знакомых и родственников, начал вести бродяжнический образ жизни.

### Серия убийств и нападений
В период с августа по сентябрь 2018 года Николай Агеев совершил два убийства, два покушения на убийство и серию разбойных нападений в Екатеринбурге, Челябинске и Каменске-Уральском.
В течение первой половины августа 2018 года Агеев, временно проживающий в Екатеринбурге, совершил в городе несколько нападений, сопряжённых с разбоем, жертвами которых становились прохожие либо его случайные знакомые. Одной из первой жертв ограблений стала жительница города, женщина средних лет, у которой Агеев на улице в ходе нападения похитил небольшую сумму наличных денег. Вскоре 17 августа 2018 года Агеев совершил первое после освобождения убийство. В тот день его позвала в гости пожилая женщина, с которой он познакомился накануне преступления, проживающая в собственной квартире на улице Сортировочной (Железнодорожный район Екатеринбурга). Уже в квартире около 22 часов 40 минут Агеев совершил на неё нападение, в ходе которого сбил её с ног, схватив за шею и повалив на пол, после чего нанёс ей не менее 11 ударов молотком и топором по голове, от чего она скончалась. Затем Агеев похитил из квартиры убитой 13 тысяч рублей и скрылся с места происшествия.
Опасаясь уголовного преследования, Агеев уехал в Челябинск, где в течение последующего месяца совершил серию разбойных нападений, продемонстрировав выраженный ему образ действия. Во всех случаях жертвами ограблений становились реализаторы продуктов в торговых павильонах. Агеев заходил в них обычно в тёмное время суток и с ходу начинал наносить продавцу удары одним и тем же предметом — металлическим разводным ключом, который постоянно носил с собой, причиняя потерпевшим тяжкий вред здоровью. После нанесения ударов продавцу Агеев вскрывал кассу и похищал из них наличность, после чего скрывался, а вырученные деньги тратил на еду и спиртное. 
Одно из первых подобных нападений Агеев совершил в начале двадцатых чисел августа 2018 года. Возле дома № 62 по улице Кирова он подошёл сзади к женщине, занимающейся реализацией овощей и фруктов на открытой площадке, и сорвал с неё фартук, в карманах которого находились деньги на сумму не менее 14 тысяч рублей. После того, как двое прохожих попытались его догнать, Агеев достал молоток и продемонстрировал его, угрожая их жизни и здоровью, после чего очевидцы прекратили его преследование. 
8 сентября Агеев проник в торговый павильон «Фрукты-овощи» на улице Солнечной, где напал на реализатора. Разводным ключом он нанёс ей не менее 5 ударов в область головы, от чего та упала на пол. После этого Агеев похитил имущество и средства на сумму не менее 20 тысяч рублей. 
Действуя схожим бразом, 10 сентября Агеев напал на реализатора киоска «Сигареты», расположенного на улице Молодогвардейцев, нанеся ей по голове не менее 4 ударов разводным ключом. Потерпевшей были причинены тяжкие травмы, в том числе перелом свода и основания черепа, а также перелом руки и несколько гематом. После нанесения ударов Агеев похитил из киоска имущество на общую сумму не менее 28 тысяч рублей. Всего Агеев совершил на территории Челябинска не менее пяти нападений на магазины, орудуя в разных районах города. Во всех случаях он, заходя в магазин и убеждаясь в отсутствии случайных свидетелей, доставал из рукава куртки разводной ключ (в некоторых эпизодах — молоток), бил продавцов по голове и забирал выручку из касс. Выбор в качестве орудия преступлений разводного ключа Агеев объяснял тем, что при случае проверки документов или задержания объяснил бы полицейским, что является рабочим и это его инструмент. К середине сентября, когда розыск серийного грабителя в Челябинске приобрёл более серьёзный характер и преступления подняли большой общественный резонанс, а также были установлены приметы преступника, Агеев уехал из Челябинска и скрылся в городе Каменск-Уральский.
11 сентября 2018 года в Каменске-Уральском Агеев совершил второе после освобождения убийство. В тот день вечером возле магазина «Красное&Белое» он познакомился с 36-летним мужчиной, который в тот период времени проживал со своей женой и её 9-летней дочерью. Новый знакомый предложил Агееву выпить, на что он дал согласие, после чего они купили в магазине бутылку водки и отправились в квартиру мужчины, расположенную в пятиэтажном доме на улице Алюминиевой. В квартире в тот момент находилась также 9-летняя падчерица мужчины, а его жена в ту ночь находилась на работе в ночную смену. На протяжении нескольких часов Агеев и его случайный знакомый проводили время за совместным употреблением алкогольных напитков, во время которого у Агеева возник умысел на ограбление квартиры и изнасилование девочки, находившейся в квартире. Уже ночью собутыльник Агеева попросил его покинуть квартиру, после чего Агеев достал разводной ключ и нанёс ему не менее трёх ударов по голове.
Воспользовавшись гостеприимством ничего не подозревающего мужчины, подсудимый стал распивать с ним спиртное, а потом нанёс ему удары разводным ключом по голове. Полагая, что потерпевший (потерявший на тот момент сознание) скончался, злоумышленник решил изнасиловать 9-летнюю дочь сожительницы потерпевшего-мужчины, а после чего убить её, чтобы сокрыть следы совершённого преступления.
 — впоследствии СУ СК по Свердловской области так прокомментировали поведение Агеева.
Убедившись, что он потерял сознание, Агеев совершил нападение на 9-летнюю девочку, находившуюся в квартире, в ходе которого длительное время подвергал её сексуальному насилию и издевательствам. Позднее выяснилось, что соседи в промежутке между 22 часами 30 минутами вечера и ранним утром слышали из квартиры шум, плач и детские крики, однако никаких действий не предпринимали. Закончив изнасилование, Агеев завёл девочку в ванную комнату, после чего бросил её в ванну, открыл воду и силой удерживал её голову под водой до тех пор, пока она не скончалась от удушья. Затем Агеев обыскал квартиру и похитил из неё 19 тысяч рублей, после чего ушёл. Агеев полагал, что мужчина, которого он несколько раз ударил по голове разводным ключом, умер, однако ему удалось выжить. Наутро жена потерпевшего вернулась с работы и обнаружила мужа в тяжёлом состоянии и труп дочери, после чего вызвала полицию и скорую помощь.

### Арест, следствие и суд
После совершения убийства и покушения Агеев поймал попутную машину и на ней уехал в Челябинск. Вскоре следователям, благодаря записи с камеры видеонаблюдении в магазине в Каменске-Уральском, в котором Агеев и пострадавший мужчина покупали спиртное 11 сентября, удалось установить личность преступника, и Агеев был объявлен в розыск. Убийство малолетнего ребёнка, сопряжённое с изнасилованием и истязаниями, вызвало большой общественный резонанс. Ориентировки на преступника были разосланы по всем свердловским муниципалитетам. В то же время выяснилось, что Агеев скрылся в Челябинске, где его уже разыскивали за разбойные нападения на торговые точки.
В результате комплекса первоначальных неотложных следственных действий и оперативных мероприятий, установлен и разыскивается предполагаемый подозреваемый — Николай Александрович Агеев, 01.05.1974 года рождения. Приметы разыскиваемого: славянской внешности, на вид 40-45 лет, среднего телосложения, рост 170-180 сантиметров, волосы тёмные, брови густые, нос прямой. Одет: коричневая куртка; кофта светлого цвета с тонкими чёрными полосками; чёрные туфли; чёрные брюки или синие джинсы.
 — по сообщениям СМИ.
13 сентября 2018 года сотрудники правоохранительных органов задержали Агеева на железнодорожном вокзале в Советском районе Челябинска. Вскоре его конвоировали в Свердловскую область. 15 сентября было вынесено решение о его аресте. На предварительном следствии Агеев был заключён в СИЗО № 1 в Екатеринбурге. Сразу после ареста Агеев начал давать признательные показания по двум убийствам, двум покушениям на убийство и серии разбоев. Расследование взял под свой личный контроль глава ГУ МВД по Свердловской области Михаил Бородин.
В ходе следствия установлена его причастность к ряду дополнительных эпизодов умышленных преступлений: убийству пожилой женщины, которое было совершено летом 2018 года на территории Железнодорожного района Екатеринбурга, и нескольким преступлениям против собственности с применением насилия на территории Челябинской области.
 — начальник первого отдела по расследованию особо важных дел Свердловского следственного управления СКР Сергей Мальцев о серии преступлений Агеева.
Следователи между тем отмечали, что Агеев был неоднократно судим. Впоследствии они внесли представления полицейским с требованием усилить контроль за жителями, освободившимися из колоний. Мотивами преступлений Агеева была определена корысть, а убийство девочки, сопряжённое с сексуальным насилием, он совершил из-за склонности к педофилии. В ходе следствия Агеева несколько раз этапировали на территорию Каменска-Уральского, Екатеринбурга и Челябинска, где он принимал участие в проведении следственных экспериментов, целью которых было воспроизведение опытным путём действий, обстановки и других обстоятельств, связанных с совершением преступлений. В конечном итоге Агееву инкриминировались: п. «з» ч. 2 ст. 105 УК РФ (убийство, сопряжённое с разбоем), ч. 2 ст. 105 УК РФ (убийство, двух и более лиц, малолетнего лица, заведомо для виновного находящегося в беспомощном состоянии, сопряжённое с преступлением против половой свободы), ч. 3 ст. 30, пп. «а, з» ч. 2 ст. 105 УК РФ (покушение на убийство двух или более лиц, сопряжённое с разбоем), п. «б» ч. 4 ст. 131 УК РФ (преступление против половой свободы, с использованием беспомощного состояния потерпевшей, соединённое с причинением тяжкого вреда здоровью потерпевшего, не достигшей четырнадцатилетнего возраста), чч. 2, 4 ст. 162 УК РФ (разбой, совершённый с применением насилия, опасного для жизни и здоровья, совершённый с применением предмета, используемого в качестве оружия). Судебно-психиатрической экспертизой Агеев был признан абсолютно вменяемым. 20 июня 2019 года уголовное дело было передано в суд. На судебных заседаниях Агеев признаков раскаяния не демонстрировал, закрывал лицо медицинской маской и чёрной шапкой. 18 сентября 2019 года Свердловский областной суд признал Агеева виновным по всем пунктам обвинения и назначил ему уголовное наказание в виде пожизненного лишения свободы. Подавать апелляционную жалобу с просьбой смягчить приговор он не стал.

### В заключении
Для отбытия наказания Николай Агеев был этапирован в Федеральное казённое учреждение «Исправительная колония № 18 Управления Федеральной службы исполнения наказаний по Ямало-Ненецкому автономному округу», более известную как «Полярная сова» (посёлок Харп, городской округ Лабытнанги).
В апреле 2024 года у Агеева сложились неприязненные отношения со своим сокамерником, с которым он был заключён в двухместную камеру. 20 апреля Агеев, улучив момент, когда сокамерник лёг, с помощью куска цемента нанёс ему не менее 39 ударов по голове. Вскоре пострадавшего доставили в тюремную больницу, где он скончался, испытывая, согласно медицинскому освидетельствованию, сильные мучения и болевой шок. На следствии, рассказывая об обстоятельствах преступления, Агеев заявил, что убил сокамерника из-за возникшей к нему неприязни, а кусок цемента раздобыл на территории колонии незадолго до убийства. 12 декабря 2024 года суд Ямало-Ненецкого автономного округа признал Агеева виновным в четвёртом убийстве, совершённом с особой жестокостью, и приговорил его ко второму пожизненному сроку.